# توماس إتش ماكنيل
توماس إتش ماكنيل (بالإنجليزية: Thomas H. McNeil)‏ هو محامي أمريكي، ولد في 29 فبراير 1860 في مقاطعة بيتز في الولايات المتحدة، وتوفي في 1 أكتوبر 1932.